# Santa Paola Romana (titolo cardinalizio)
Santa Paola Romana (in latino: Titulus Sanctae Paulæ Romanæ) è un titolo cardinalizio istituito da papa Francesco il 14 febbraio 2015. Il titolo insiste sulla chiesa di Santa Paola Romana.
Dal 14 febbraio 2015 il titolare è il cardinale Soane Patita Paini Mafi, vescovo di Tonga.

## Titolari
- Soane Patita Paini Mafi, dal 14 febbraio 2015